# Китасиракава-но-мия Нагахиса
Принц Нагахиса из линии Китасиракава (яп. 北白川宮永久王 Китасиракава-но-мия Нагахиса:,  19 февраля 1910, Токио — 4 сентября 1940, Чжанцзякоу) — 4-й глава дома Китасиракава-но-мия (1923—1940), представитель одной из младших ветвей японской императорской фамилии и офицер японской армии.

## Ранние годы
Родился в Токио. Единственный сын принца Китасиракавы Нарухисы (1887—1923), 3-го главы дома Китасиракава-но-мия (1895—1923), и Фусако, принцессы Канэ (1890—1974). В 1923 году после неожиданной гибели своего отца в автомобильной катастрофе во Франции Нагахиса стал новым главой дома Китасиракава-но-мия.

## Брак и семья

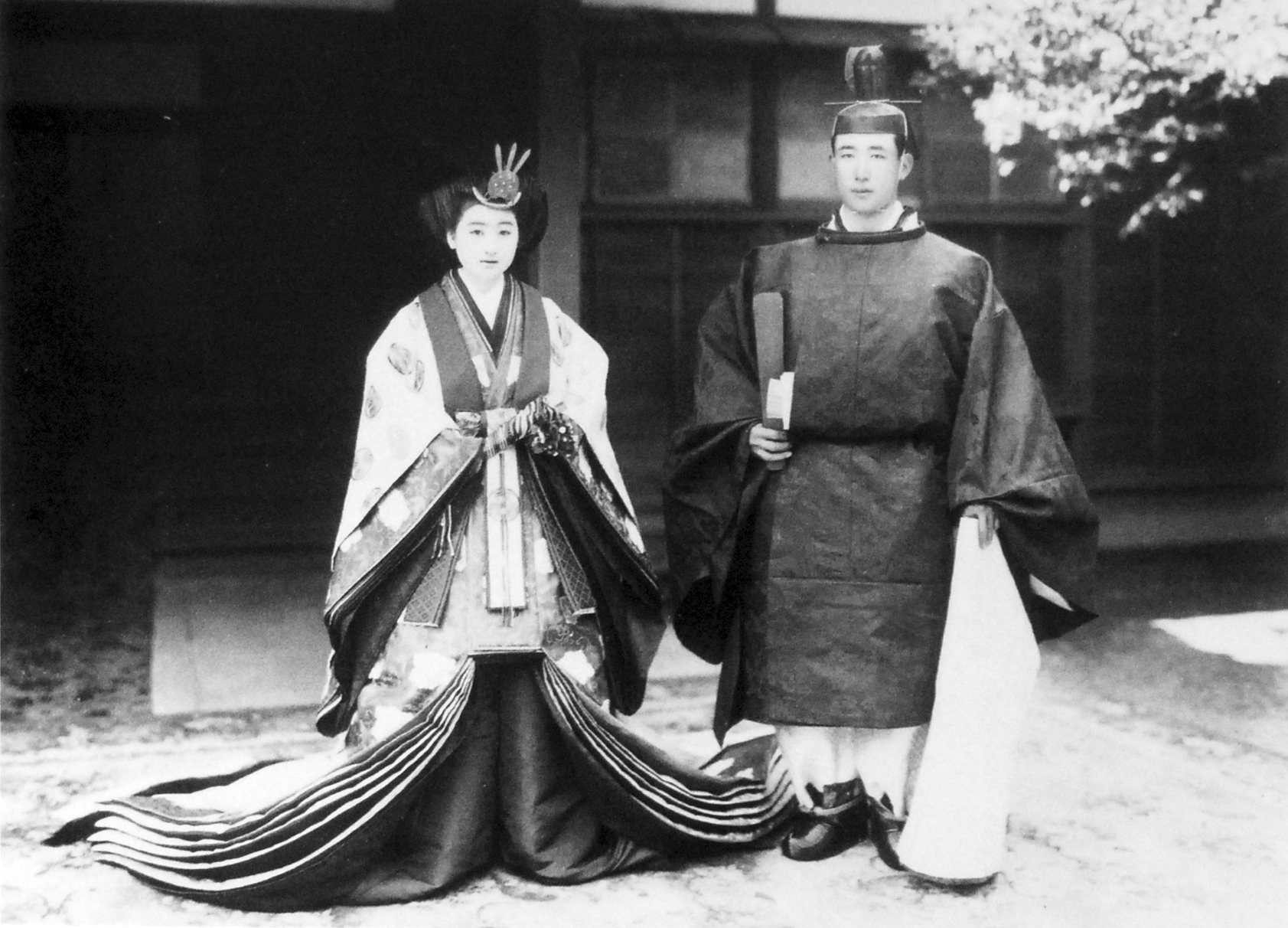
Свадебная фотография 1935 года

25 апреля 1935 года принц Китасиракава Нагахиса женился на Сатико Токугаве (26 августа 1916 — 21 января 2015), дочери барона Ёсикуни Токугава. Супруги имели одного сына и одну дочь:
- Принц Митихиса Китасиракава (北白川道久; род. 2 мая 1937- 20 октября 2018), 5-й глава дома Китасиракава-но-мия (1940—1947)
- Принцесса Хацуко Китасиракава (肇子女王; род. 13 ноября 1939), замужем за князем Симадзу.

## Военная карьера
Принц Нагахиса окончил 43-й класс Военной академии Императорской армии Японии в 1931 году, получив чин подпоручика полевой артиллерии. В 1936 году ему был присвоен чин лейтенанта. В 1939 году после окончания 52-го класса Высшей военной академии Императорской армии Японии принц получил чин капитана. В начале Второй японо-китайской войны Нагахиса был назначен на Северо-Китайский фронт. Однако 4 сентября 1940 года капитан принц Китасиракава Нагахиса погиб в авиакатастрофе при исполнении служебных обязанностей в Мэнцзяне, таким образом, став первым членом императорской семьи, погибшим во Второй мировой войне.
Посмертно принцу были присвоены звание майора и большая лента ордена Хризантемы.

## Последующая история
Принцесса Сатико, вдова Нагахисы, в 1947 году лишилась статуса имперской принцессы и стал простой гражданкой Японии. Она стала профессором Университета Отяномидзу, а в 1969 году поступила на службу в Управление Императорского двора Японии. Она служила в течение многих лет фрейлиной императрицы Кодзюн, жены императора Хирохито.